# 阿尔及尔省
阿尔及尔省（阿拉伯語：ولاية الجزائر）是阿尔及利亚北部的一个省，首都阿尔及尔位于该省，亦是该省的首府。阿尔及尔省是阿尔及利亚面积最小、但人口最多的省份。
该省分为13个县和57个市。
36°42′N 3°13′E / 36.7°N 3.22°E